# 중화민국 국경일
중화민국 국경일(중국어: 中華民國國慶日)은 중화민국의 건국 기념일로, 쌍십절(雙十節), 쌍십국경(雙十國慶), 쌍십경전(雙十慶典)으로도 불린다.
쌍십절은 1911년 10월 10일에 발생한 우창 봉기(武昌起義)를 기념하고 있다. 우창봉기가 신해혁명의 발단이 되어 중국 각지에서 혁명 운동이 발생하였다. 이 영향으로 만주족 주도의 전제군주 국가였던 청나라는 붕괴되고, 한족 주도로 역사상 최초의 근대적 공화국인 중화민국이 성립되었다.
쌍십절은 중화민국의 기념일 중 하나이며 매년 이날이면 정부가 주최하는 축하행사가 개최된다. 또 화교들이 주최하는 축하 행사들도 행해지고 있다. 미국의 시카고와 샌프란시스코의 차이나타운에서는 축하 퍼레이드가 매년 연중행사로 실시되고 있다.

## 같이 보기
- 중화인민공화국 국경절 (중화인민공화국 - 1949년 10월 1일)